# Stanislav Krejčí
Stanislav Krejčí (2. května 1889 Dolany – 29. července 1974 Olomouc) byl moravský spisovatel, prozaik, dramatik a básník.

## Život
Narodil se v rodině rolníka Františka Krejčího a jeho manželky Marie, rozené Steigrové. Dne 1. června 1935 se v Olomouci oženil s Marií Güntnerovou. Měl s ní dva syny: Stanislava a Čestmíra.
Do první světové války pracoval na otcově hospodářství. Jako voják byl v roce 1915 v Haliči zraněn a žil dále jako invalida. Živil se převážně jako úředník, nejprve v Dolanech (kde byl v roce 1926 zvolen starostou), později v Olomouci. Od roku 1940 žil na Svatém Kopečku u Olomouce.
Vedl literární část časopisu Český rolník. Přispíval do různých deníků a časopisů, jako Zvon, Lidové noviny, Večer a dalších. Byl členem Moravského kola spisovatelů. Své texty podepisoval i pseudonymy a šiframi Stanislav, Stan., St., K. Dolský a sk.

Stanislav Krejčí psal poezii, divadelní hry a romány. Jeho prozaické dílo se věnovalo rodné Hané a zejména historii rodné obce. V roce 1944 zhodnotily Lidové noviny jeho realistický tradiční styl takto:
| „                            | Stanislav Krejčí patří mezi ty regionální spisovatele, kteří jsou si vědomi mezí svých slovesných možností a proto docela vědomě zůstávají u osvědčeného popisného realismu... | “ |
| — Lidové noviny, 10. 1. 1944 | |   |

## Dílo

### Próza
- Po cestách neschůdných: povídky o smutném životě – Olomouc: Romuald Promberger, 1920
- Dolanské cechy: vzpomínka na doby, kdy řemeslo mělo zlaté dno – Olomouc: Edice Naše dědina v Dolanech, 1936
- Hluboká brázda: román hanácké dědiny z let probuzenských 1867–1870 – fotomontáž na obálce od Karla Kašpárka. Olomouc: Metoděj Lužný, 1937
- Na souvrati: román z hanáckého podhůří – Olomouc: R. Promberger, 1941
- Kramář Martin: román – Olomouc: R. Promberger, 1943
- Potrestaný sedlák – Stanislav Krejčí; kresby od Dobroslavy Bilovské. Kamenný sen – Josef Vaca. Brno: Josef Stejskal, 1944
- Chalupy neuhnou: román – Brno: Miroslav a Josef Stejskal, 1946
- Vichřice v podhůří: román z let 1915–1918 – Olomouc: Kramář a Procházka, 1947
- Větrná stráž: román – Praha: Miroslav Stejskal, 1948
- Slunce nad Jedovou – dřevoryt František Bělohlávek. Olomouc: Krajské nakladatelství, 1957
- Dědina dokořán – ilustrace Jeroným Grmela. Olomouc: Krajské nakladatelství, 1959

### Verše
- Mê z Kopanin – úvodní slovo napsal Josef Koudelák; kresba a obálka: grafik Bohuš Valihrach. Olomouc: Okresní osvětový sbor (OOS), 1940
- Pod Jedovou – Olomouc: OOS, 1940
- Kosa nabróšená – Olomouc: B. Valihrach, 1947
- Na památkô z Hané: biblofilie – Olomouc: Okresní knihovna, 1969

### Drama
- Kovář z Henčlova: lidopisná hra o životě staré Hané o 3 obrazech s písničkami, jež zhudebnil Josef Vaca – Brno: Moravská knihovna, 1940
- Z cizích kořenů: obraz ze života v hanáckém podhůří o čtyřech jednáních s dohrou – písničky zhudebnil Vojtěch Losík. Olomouc: B. Valihrach, 1942

### Jiné
- Dožatá na panství r. 1774: folkloristický obrázek – dle lidových zvyků upravil. Přerov: v. n., 1925?
- Velký rodinný hanácký kalendář na rok 1947 – sestavil Jan Cekl s redakčním kruhem, který tvoří Josef Koudelák a Stanislav Krejčí. Olomouc-Týneček: Jiří Vyjídák, 1946